# Poa asperifolia
Poa asperifolia är en gräsart som beskrevs av Norman Loftus Bor. Poa asperifolia ingår i släktet gröen, och familjen gräs. Inga underarter finns listade i Catalogue of Life.